# ويليام بوكر
ويليام بوكر (بالبرتغالية: William de Oliveira Pottker‏) (مواليد 22 ديسمبر 1993)، هو لاعب كرة قدم كان يلعب كمهاجم.

## وصلات خارجية
- ويليام بوكر على موقع قاعدة بيانات كرة القدم.إي يو (الإنجليزية)
- ويليام بوكر على موقع ليكيب (الفرنسية)
- ويليام بوكر على موقع Soccerway.com (الإنجليزية)
- ويليام بوكر على موقع عالم كرة القدم.نت (الإنجليزية)
- ويليام بوكر على موقع AS.com (الإسبانية)